# Uchte unterhalb Goldbeck
Die Uchte unterhalb Goldbeck ist ein FFH-Gebiet in der Stadt Osterburg (Altmark) und der Gemeinde Goldbeck im Landkreis Stendal in Sachsen-Anhalt.

## Allgemeines
Das FFH-Gebiet ist circa 14 Hektar groß. Es grenzt im Norden an das FFH-Gebiet „Secantsgraben, Milde und Biese“. Es ist durch die Landesverordnung zur Unterschutzstellung der Natura 2000-Gebiete im Land Sachsen-Anhalt (N2000-LVO LSA) seit dem 21. Dezember 2018 rechtlich gesichert. Zuständige untere Naturschutzbehörde ist der Landkreis Stendal.

## Beschreibung
Das FFH-Gebiet liegt nördlich von Stendal. Es umfasst den Abschnitt der Uchte von der Querung durch die Landesstraße 35 bei Goldbeck bis zur Mündung in die Biese bei Osterburg (Altmark). Die Uchte wird nur abschnittsweise von Gehölzen wie Gemeine Esche, Schwarzerle und Flatterulme begleitet. Dazu gesellt sich der Eingriffelige Weißdorn. In der Krautschicht siedeln Hopfen, Efeu, Knotige Braunwurz, Zottiges Weidenröschen, Echte Nelkenwurz, Giersch, Kriechender Hahnenfuß und Rote Lichtnelke. Abschnittsweise sind feuchte Hochstaudenfluren mit Giersch und Brennnessel und Uferröhrichte aus Rohrglanzgras bzw. Wasserschwaden ausgebildet. In der Uchte siedelt flutende Wasservegetation aus Einfachem Igelkolben, Schmalblättrigem Merk, Gelber Teichrose, Kammlaichkraut und Flutendem Schwaden.
Auf Abschnitten mit sandiger Sohle ist der Steinbeißer in der Uchte zu finden. Das FFH-Gebiet ist Wanderkorridor für den Fischotter sowie Nahrungshabitat für die Fledermausarten Großer und Kleiner Abendsegler und Wasserfledermaus.